# Маурісіо Макрі
Маурісіо Макрі (ісп. Mauricio Macri; нар. 8 лютого 1959, Танділь, Буенос-Айрес, Аргентина) — аргентинський політик, бізнесмен і спортивний діяч, президент футбольного клубу «Бока Хуніорс» у 1995–2007, мер Буенос-Айреса з 10 грудня 2007, президент Аргентини з 2015 по 2019 роки.

## Життєпис
Народився в одній з найбагатших сімей в країні, вивчав цивільне будівництво в Аргентинському католицькому університеті в Буенос-Айресі. Потім він також навчався у Бізнес-школі Колумбійського університету у Нью-Йорку і у Вортонській бізнес-школі Пенсильванського університету.
Макрі почав свою кар'єру як аналітик у будівельній компанії SIDECO Americana S.A.
З 1984 він працював у кредитному відділі Citibank в Буенос-Айресі, у тому ж році почав працювати в будівельній компанії DADS, що належить до його сімейної компанії Grupo Macri. У 1985 став її генеральним секретарем.
У 1986–1992 працював віце-президентом, а потім президентом компанії SIDECO.
У 1992 став заступником директора компанії Sevel, яка виробляє автомобілі, а через два роки очолив її.
У 1995 став президентом футбольного клубу «Бока Хуніорс», у 1999 і 2003 переобраний на цю посаду, яку обіймав до 2007.
На політичній сцені він з'явився у 2003, коли став засновником правоцентристської партії Compromiso para el Cambio (Зобов'язання до зміни). У тому ж році він взяв участь у виборах на посаду мера Буенос-Айреса. Він здобув перемогу в першому турі голосування, а у другому він отримав 47 % голосів і програв кандидату від лівих Анібалю Ібаррі.
У 2005 його партія увійшла до коаліційної Propuesta Republicana (Республіканської пропозиції), від якої він став членом Палати депутатів на парламентських виборах у жовтні того ж року.
У лютому 2007 оголосив про свій намір взяти участь у наступних місцевих виборах на посаду мера столиці. У першому турі голосування 2 червня він виграв з рахунком 45,6 % голосів. У другому турі 24 червня він переміг свого суперника Даніеля Фільмусу, отримавши 60,96 % голосів.
У 2015 вирішив поборотися за посаду президента Аргентини. У першому турі, який відбувся 25 жовтня, він отримав 34,15 % голосів, вийшовши у другий тур разом з колишнім віце-президентом Даніелєм Сіолі, який отримав 37,08 % і був підтриманий діючим президентом Крістіною Фернандес де Кіршнер. Перемігши у другому турі, був обраний на посаду Президента Аргентини, яку займав з 2015 по 2019 роки. На виборах 2019 року програв Альберто Фернандесу у першому турі.